# Parastrachia japonensis
Parastrachia japonensis  (лат.) — вид субсоциальных клопов-щитников из семейства Parastrachiidae (Pentatomoidea), внешне похожих на клопов-солдатиков. Эндемик Восточной Азии (Китай и Япония).

## Описание
Крупные растительноядные клопы красно-чёрного цвета, длина 15—18 мм, ширина 8—10 мм.
Самки этого древесного клопа отличаются субсоциальным поведением.
Самцы и самки вступают в репродуктивную фазу в апреле-мае. Оплодотворенная самка вынашивает около 100 яиц, откладывает их в гнездо под опавшими листьями, охраняет кладку яиц от хищников в течение двух недель. Сезон дождей обычно начинается с начала июня и заканчивается в середине июля, что совпадает с созреванием плодов. Гнёзда клопов располагаются на расстоянии 5—15 м от дерева-хозяина Schoepfia jasminodora из семейства олаксовых. Отобранные по качеству опавшие плоды самки каждый день собирают и доставляют в гнездо к своим личинкам. Причём делают это, как в дневное время, так и ночью. Исследования показали, что выживаемость и скорость развития личинок в таких охраняемых гнёздах с фуражирующей матерью была больше, чем у одиночных личинок, даже при избытке корма. Это связывают с тем, что мать избирательно доставляет корм определённого качества (который составляет лишь около 5 % от всего находимого при фуражировке).
Отмечены случаи клептопаразитизма, когда отдельные особи воруют чужой корм из оставленных без присмотра гнёзд других самок этого вида. За всё время развития личинок в гнезде может накопиться до 150 косточек от плодов. Выкармливаемые личинки, как правило, остаются в гнезде до третьей линьки и после смерти матери покидают гнездо и начинают самостоятельно искать себе упавшие с дерева плоды. Личинки становятся взрослыми после пятой линьки в конце июля. Собираются в крупные скопления (до тысяч особей) и уходят на зимовку, которую проводят в подземном лесном ярусе с декабря по февраль.